# Agrochola ferruginea
Agrochola ferruginea là một loài bướm đêm trong họ Noctuidae.